# Аянхан, Дунайбек
Дунайбек Аянхан (каз. Дунайбек Аянхан; 8 марта 2000, Буландынский район, Акмолинская область, Казахстан) — казахстанский футболист, нападающий.

## Клубная карьера
Футбольную карьеру начинал в 2019 году.
В августе 2022 года перешёл в казахстанский клуб «Мактаарал». 4 сентября 2022 года в матче против клуба «Аксу» дебютировал в казахстанской Премьер-лиге (2:4), выйдя на замену на 62-й минуте вместо Рамазана Каримова.

## Клубная статистика
| Игровая карьера | Игровая карьера | Игровая карьера | Лига | Лига | Кубок | Кубок | Межд. | Межд. | Др. | Др. |
| --------------- | --------------- | --------------- | ---- | ---- | ----- | ----- | ----- | ----- | --- | --- |
| 2019            | Окжетпес U-21   | В               | 18   | 0    | —     | —     | —     | —     | —   | —   |
| 2020            | Окжетпес U-21   | В               | 4    | 3    | —     | —     | —     | —     | —   | —   |
| 2021            | Окжетпес        | Б               | 1    | 0    | —     | —     | —     | —     | —   | —   |
| 2021            | Окжетпес U-21   | В               | 5    | 1    | —     | —     | —     | —     | —   | —   |
| 2022            | Мактаарал       | А               | 2    | 0    | —     | —     | —     | —     | —   | —   |
| 2022            | Мактаарал U-21  | В               | 1    | 2    | —     | —     | —     | —     | —   | —   |